# Gare de Guéret
Gare de Guéret – stacja kolejowa w Guéret, w departamencie Creuse, w regionie Nowa Akwitania, we Francji.
Jest stacją Société nationale des chemins de fer français (SNCF), obsługiwaną przez pociągi Intercités i TER Limousin.